# Puckington
Puckington is een civil parish in het bestuurlijke gebied South Somerset, in het Engelse graafschap Somerset met 117 inwoners.